# لاري ميلتون
لاري ميلتون (بالإنجليزية: Larry Milton)‏ هو لاعب كرة قاعدة أمريكي، ولد في 4 مايو 1879 في أوينسبورو في الولايات المتحدة، وتوفي في 15 مايو 1942 في تلسا في الولايات المتحدة.

## وصلات خارجية
- لاري ميلتون على موقعبيزبول رفرنس.كوم (الدوري الرئيسي) (الإنجليزية)
- لاري ميلتون على موقعبيزبول رفرنس.كوم (الدوري الثانوي) (الإنجليزية)